# Часопис за књижевност и културу "Сизиф"
Часопис за књижевност и културу Сизиф био је књижевни часопис који је излазио у Краљеву од 2015. до 2021. године. Укупно је објављено 30 бројева.

## О часопису
Часопис Сизиф био је регионално познат краљевачки часопис у коме су суделовали многи аутори из Србије и са простора бивше Југославије. Часопис је у почетку био концепцијски замишљен као књижевно гласило младих књижевних ентузијаста. Поред младих, неафирмисаних аутора у почетку, у часопису су касније своје прилоге објављивали многи познати и афирмисани аутори попут: Мирољуба Тодоровића, Жарка Радаковића, Давида Албахарија, Миодрага Д. Игњатовића, Милијана Деспотовића и др. Главни уредник часописа био је Небојша Пандрц, а као гости-уредници били су и Наташа Распоповић, Александар Марић, Наташа Ђуровић, Алекса Ђукановић, и други аутори.